# Hijos de Rivera
Corporación Hijos de Rivera S.L., es una empresa española con sede en La Coruña, del sector de la alimentación, dedicada a la producción, comercialización y distribución de bebidas. Es conocida entre el público por el nombre de su marca de cerveza más popular, la Estrella Galicia.

## Historia
José María Rivera Corral, nacido en Puentes de García Rodríguez y emigrante retornado de México a finales del siglo XIX, fue el fundador en 1906 de la «La Estrella de Galicia», una fábrica dedicada a la producción de hielo y cerveza, ubicada en la plaza de Cuatro Caminos en La Coruña. El nombre escogido para la fábrica y cerveza hace referencia a su antiguo negocio de Veracruz «La Estrella de Oro». La primera cerveza Estrella de Galicia comenzó siendo una cerveza estilo Pilsen, sin pasteurizar en barril y pasteurizada de botella.
Durante la Primera Guerra Mundial y con el fin de salvar las dificultades de abastecimiento, José María Rivera Corral, junto con el ingeniero agrónomo Leopoldo Hernández Robredo, impulsaron el primer cultivo de lúpulo en España, en la Granja Agrícola Experimental de La Coruña y la comarca de Betanzos, tras importar desde Inglaterra lúpulo de la variedad dorada, golding.
En la década de 1920 Ramón Rivera Illade, hijo del fundador, inicia el proceso de mecanización de la fábrica luego de estudiar ciencias comerciales en la Universidad de Hamburgo y convertirse en uno de los primeros españoles en conseguir la diplomatura en maestro cervecero. Entre los cambios técnicos introducidos en la fábrica destacan la adquisición de una sala de cocción, tanques de fermentación y tanques metálicos de almacenamiento.
Tras la crisis general que supusieron la Guerra Civil y la dura etapa de posguerra española, comenzó una profunda remodelación basada en la automatización de la mayor parte del proceso de producción, con la intención de elaborar un producto de características propias. En los años 60 se habían alcanzado los 10 millones de litros de cerveza producidos al año, lo que conllevaba la necesidad de construir una fábrica de mayor tamaño. Los nietos del fundador, José María y Ramón Rivera Riguera, la tercera generación de la familia Rivera, asumen la dirección de la empresa a principios de los 70 e inician la construcción de una nueva fábrica en el polígono industrial de A Grela, lugar de su ubicación actual, que se estrena en 1972. Debido a esto, la capacidad productiva de la fábrica aumenta a más de 40 millones de litros anuales a finales de la década de los 80.
La producción se traslada íntegramente desde la fábrica original de Cuatro Caminos, permaneciendo allí, a día de hoy, la cervecería Estrella de Galicia; un local de pasado histórico en la ciudad de La Coruña.
En los años 80 continua el proceso de expansión de la empresa con la diversificación de actividades y la apertura de nuevos mercados: primero extendiéndose al resto de España, y más tarde hacia Europa, seguido de Estados Unidos, el sur de América y África. En 1982 produce sus cervezas extra y en 1988, su primera cerveza Estrella Galicia sin alcohol. El proceso de expansión continúa en los años 90 fabricando nuevas cervezas como la 1906, River y HR e incorporando en 1994, con la compra de Aguas de Cabreiroá, el agua mineral como otro de sus productos.
Con el cambio de siglo y milenio, la posición de la empresa mantuvo su unidad productiva a la par que consiguió, junto con La Zaragozana, preservar su condición de empresa familiar y reforzó su vinculación con un mercado regional, en el que la palabra "Galicia" unió marca comercial y país de referencia, sin renunciar a su expansión exterior.
En 2001 la empresa estudia nuevos mercados y compra Sidrería Galega —actualmente, Customs Drinks— en Chantada (Lugo), junto con la bodega Ponte da Boga, en Castro Caldelas (Ourense), en 2004. A partir de 2010 su expansión nacional e internacional aumenta y adquiere en 2015 el manantial de Agua de Cuevas, en Felechosa (Asturias)y el de Fontarel, en Loja (Granada), junto con participaciones en las cerveceras artesanas, O’Hara’s (Irlanda) y Nortada (Portugal) en 2019.
En el año 2019 se inaugura MEGA, Mundo Estrella Galicia, el museo de la empresa situado en la antigua sala de calderas de la fábrica de Estrella Galicia con una superficie de 3000 metros cuadrados. En 2022 se anuncia la construcción de su segunda fábrica de Estrella Galicia, en el Polígono de Morás (Arteijo), con una capacidad de producción anual prevista de 1.000 millones de litros de cerveza y que será diseñada por el arquitecto Manuel Gallego Jorreto, Premio Nacional de Arquitectura, 1977 y 2018.
La empresa que fue reestructurada en torno al holding Corporación Hijos de Rivera (2013), se compone actualmente de 31 empresas en 8 países y sus productos se exportan a más de 70. La mayoría del negocio se centraba en la cerveza a principios de los noventa, más tarde empezó a vender y producir otros productos como el agua mineral Agua de Cuevas, Fontarel  y AUARA; zumos AUARA; mosto Zuvit y sidras y vinagres Maeloc. También, produce sus propias marcas de cerveza como: Estrella Galicia, 1906 o Fábrica de Cervezas;  vinos Ponte da Boga, licores Quenza e Hijos de Rivera, entre otras bebidas como la sangría y tinto de verano La Tita Rivera y el vermut Rivera. Cuenta también con locales de hostelería en Madrid, Vigo y La Coruña. Distribuye diferentes marcas de cerveza, vino y champagne y dispone de un Marketplace (Bigcrafters), dedicado a la venta de bebidas y gastronomía de productores artesanos.
Soul K entró en el perímetro de la compañía en el 2023, y es una de las primeras productoras de kombucha en España, con sede en el Puerto de Santa María, Cádiz, y galardonada, en el 2024, por el World Kombucha Awards, como una de las mejores kombuchas del mundo.
Tyris, cerveza artesanal elaborada en Paterna, Valencia, se incorpora al portfolio de Corporación Hijos de Rivera en el año 2024.
En enero de 2024 la empresa adquirió la certificación B Corp con una puntuación de 88,2.
Actualmente, continúa siendo una empresa de capital español y familiar. Su presidente es Ignacio Rivera Quintana, miembro de la cuarta generación de la familia Rivera, que, a su vez es presidente del Instituto de la Empresa Familiar, y presidente de la Asociación de Cerveceros de España.

## Aguas
- Aguas de Cabreiroá
- Aguas de Cuevas
- Agua Fontarel

## Premios y reconocimientos
Superior Taste Award 2012, otorgado por el Instituto Internacional de Sabor y Calidad, de Bruselas, ha concedido a 1906 el reconocimiento internacional 
Superior Taste Award 2015, otorgado por el Instituto Internacional de Sabor y Calidad, de Bruselas, también concedido a la familia 1906 en cata ciega.